# Acropimpla tricolor
Acropimpla tricolor là một loài tò vò trong họ Ichneumonidae.